# الشرق الأدنى القديم

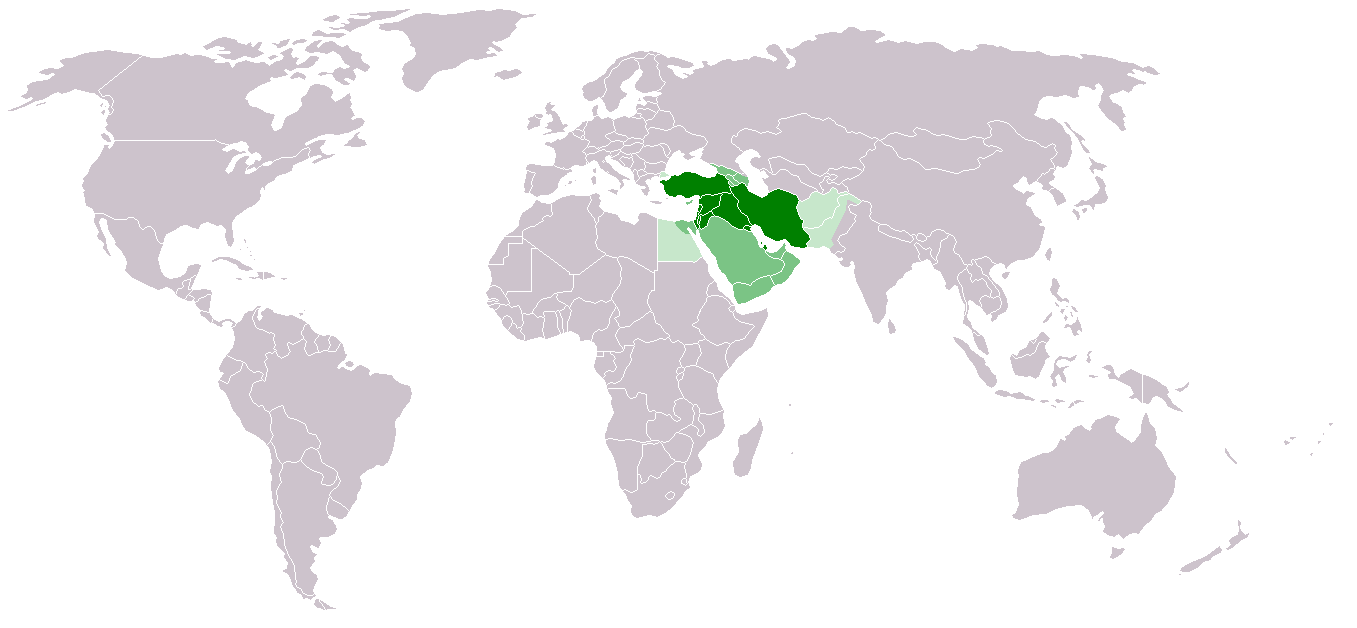

الشرق الأدنى القديم مصطلح يدل على الحضارات التي نشأت في ما يسمى اليوم بالشرق الأوسط، وتحديداً: بلاد الرافدين (حالياً العراق وجنوب شرق تركيا وجنوب غرب إيران وشمال شرق سوريا) ومصر القديمة وإيران القديمة (عيلام والميديون وبارثيا وبارس)، الأناضول / آسيا الصغرى والمرتفعات الأرمنية (منطقة شرق الأناضول التركية وأرمينيا وشمال غرب إيران وجنوب جورجيا وغرب أذربيجان) والشام (حالياً سوريا ولبنان والأردن وفلسطين) وقبرص وشبه الجزيرة العربية. ويستخدم هذا المصطلح غالباً في مجال علم الآثار في الشرق الأدنى والتاريخ القديم. يغطي هذا المصطلح حقبة بداية ظهور سومر في الألفية الثالثة قبل الميلاد، أما تاريخ انتهاء الحقبة فهي تتفاوت حسب الآراء، إما إنها تغطي نهاية العصر البرونزي والعصر الحديدي في المنطقة مع دخول الأخمينيون المنطقة في القرن 6 ق.م أو زمن دخول الإسكندر الأكبر في القرن 4 ق.م، أو في زمن دخول الخلافة الإسلامية للمنطقة في القرن 7 م.
يعتبر الشرق الأدنى القديم مهد الحضارات. هذه الرقعة الجغرافية هي أولى المناطق التي يستخدم سكانها الزراعة المكثفة بها على مدار السنة، وأعطت العالم أولى نظم الكتابة، وبها اخترعت عجلة الفَخَّار ومن ثم عجلات النقل وعجلات الطاحونة، وبها نشأت أولى الحكومات المركزية، وأولى القوانين المدونة، وأولى الإمبراطوريات، بالإضافة إلى أنها عرضت أولى مراحل التقسيم الاجتماعي الطبقي والعبودية والحروب المنظمة، كما أن سكان المنطقة وضعوا أساسات لميادين علم الفلك والرياضيات.

## مفهوم الشرق الأدنى

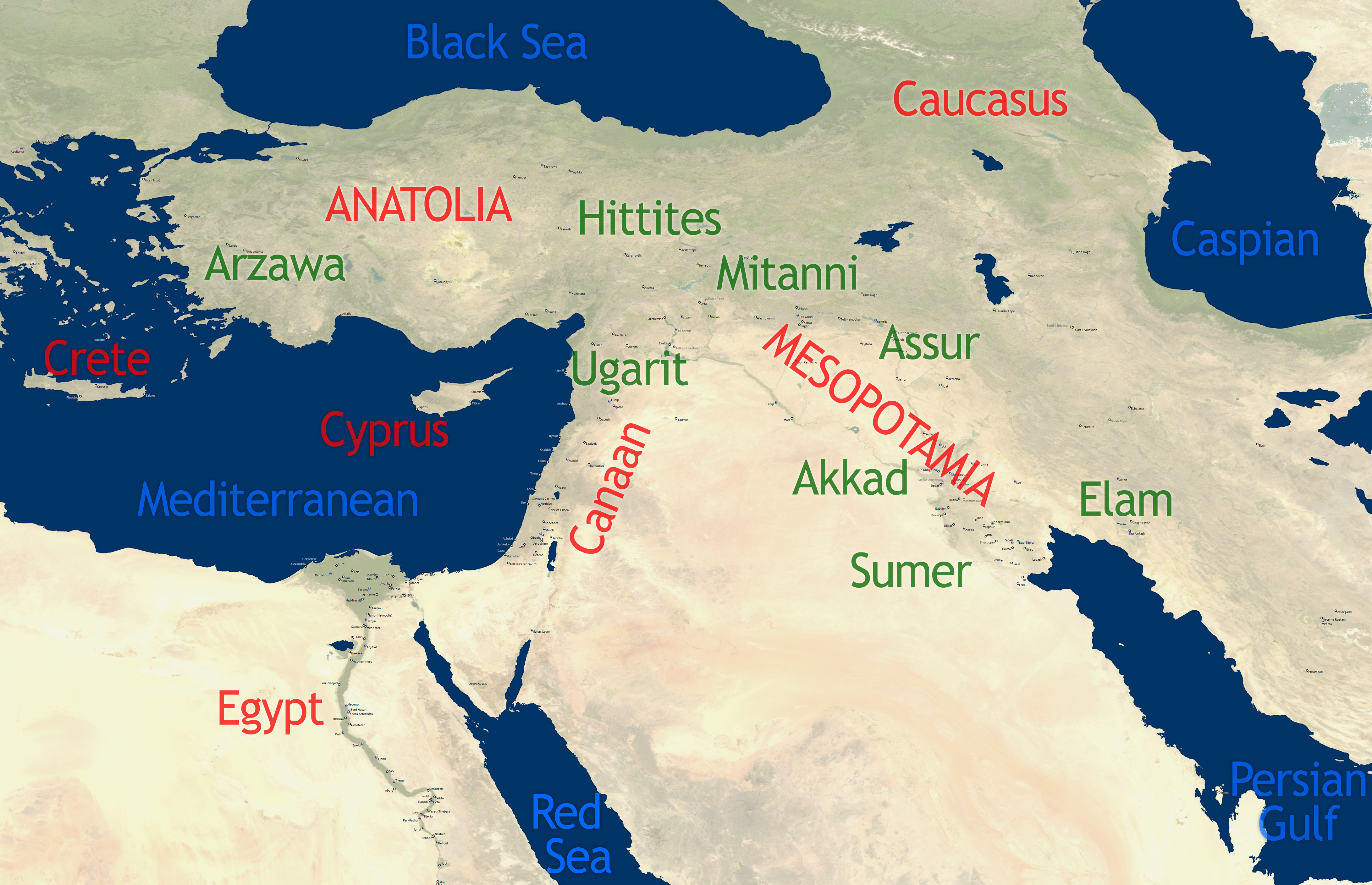
خريطة الشرق الأدنى القديم

تشير عبارة «الشرق الأدنى القديم» إلى التمييز العائد إلى القرن التاسع عشر بين الشرق الأدنى والشرق الأقصى بصفتهما مناطق عالمية ذات أهمية بالنسبة للإمبراطورية البريطانية. بدأ التمييز خلال حرب القرم. كان آخر تقسيم حصري رئيسي للشرق بين هذين المصطلحين حاضرًا في الدبلوماسية في أواخر القرن التاسع عشر، مع مجازر الحميدية ضد الأرمن والآشوريين على يد الدولة العثمانية بين عامي 1894-1896 والحرب اليابانية الصينية الأولى بين عامي 1894-1895. وصف رجال الدولة ومستشارو الإمبراطورية البريطانية المنطقتين باسمي «الشرق الأدنى» و«الشرق الأقصى». بعد فترة وجيزة، توجب عليهم مشاركة الساحة مع الشرق الأوسط الذي ساد في القرن العشرين وما زال مستمرًا حتى العصر الحديث.
كان الشرق الأدنى يعني أراضي الدولة العثمانية في أقصى حد لها تقريبًا، لذلك وعند سقوط تلك الدولة، قل استخدام مصطلح الشرق الأدنى في الدبلوماسية واستُبدل بمصطلح الشرق الأوسط. أصبح الشرق الأدنى القديم في ذلك الوقت استثنائيًا. امتد الحكم العثماني للشرق الأدنى من فيينا (شمالًا) إلى أطراف شبه الجزيرة العربية (جنوبًا)، ومن مصر (غربًا) إلى حدود العراق (شرقًا). أضاف علماء الآثار إيران إلى تعريفهم في القرن التاسع عشر، رغم أنها لم تقع أبدًا تحت حكم العثمانيين، لكنهم استبعدوا كل أوروبا ومصر عمومًا، رغم أنها كانت تمثل أجزاءً من تلك السلطنة.

## الفترة الزمنية
مصطلح الفترة الزمنية للشرق الأدنى القديم هو محاولة لتصنيف أو تقسيم الفترات الزمنية إلى ما يسمى كتل زمنية منفصلة، أو الحقب، للشرق الأدنى. والنتيجة هي تجريد وصفي يوفر وسيلة مفيدة عن الفترات الزمنية للشرق الأدنى مع خصائص مستقرة نسبيا.
| (عصر حجري)                                                   | عصر نحاسي (4500 ق.م - 3300 ق.م)                              | عصر نحاسي مبكر         | 4500 ق.م - 4000 ق.م        | فترة عبيد |
| (عصر حجري)                                                   | عصر نحاسي (4500 ق.م - 3300 ق.م)                              | نحاسي متأخر            | ألفية 4 ق.م - القرن 33 ق م | حضارة غسولينية - سومر - فترة أوروك في بلاد الرافدين - نقادة الثانية - مصر قبل الأسر - العيلامية الأولى                             |
| عصر برونزي (3300 ق.م - 1200 ق.م)                             | عصر برونزي مبكر (3300 ق.م - 2000 ق.م)                        | البرونزي المبكر الأول  | 3300 ق.م - 3000 ق.م        | حضارة نقادة الثالثة إلى عصر الأسر المصرية المبكرة - ظهور فينيقيا                                                                   |
| عصر برونزي (3300 ق.م - 1200 ق.م)                             | عصر برونزي مبكر (3300 ق.م - 2000 ق.م)                        | البرونزي المبكر الثاني | 3000 ق.م - 2700 ق.م        | الأسر السومرية الأولى |
| عصر برونزي (3300 ق.م - 1200 ق.م)                             | عصر برونزي مبكر (3300 ق.م - 2000 ق.م)                        | البرونزي المبكر الثالث | 2700 ق.م - 2200 ق.م        | المملكة القديمة - إمبراطورية الأكدية - الآشورية القديمة - الفترة العيلامية الأولى - دول مدن سومرية وأكدية - مارحاشي                |
| عصر برونزي (3300 ق.م - 1200 ق.م)                             | عصر برونزي مبكر (3300 ق.م - 2000 ق.م)                        | البرونزي المبكر الرابع | 2200 ق.م - 2000 ق.م        | الفترة المصرية الانتقالية الأولى                                                                                                   |
| عصر برونزي (3300 ق.م - 1200 ق.م)                             | عصر برونزي أوسط (2000 ق.م - 1550 ق.م)                        | عصر برونزي أوسط أول    | 2000 ق.م - 1750 ق.م        | المملكة الوسطى في مصر |
| عصر برونزي (3300 ق.م - 1200 ق.م)                             | عصر برونزي أوسط (2000 ق.م - 1550 ق.م)                        | عصر برونزي أوسط ثان    | 1750 ق.م - 1650 ق.م        | الفترة المصرية الانتقالية الثانية                                                                                                  |
| عصر برونزي (3300 ق.م - 1200 ق.م)                             | عصر برونزي أوسط (2000 ق.م - 1550 ق.م)                        | عصر برونزي أوسط ثالث   | 1650 ق.م - 1550 ق.م        | المملكة الحيثية المبكرة، ثوران مينون                                                                                               |
| عصر برونزي (3300 ق.م - 1200 ق.م)                             | عصر برونزي متأخر (1550 ق.م - 1200 ق.م)                       | عصر برونزي متأخر أول   | 1550 ق.م - 1400 ق.م        | المملكة الحيثية الوسطى، فترة عيلام الوسطى، المملكة المصرية الحديثة                                                                 |
| عصر برونزي (3300 ق.م - 1200 ق.م)                             | عصر برونزي متأخر (1550 ق.م - 1200 ق.م)                       | عصر برونزي متأخر ثان أ | 1400 ق.م - 1300 ق.م        | المملكة الحيثية الحديثة، ميتاني، أوغاريت، يونان الموكيانية                                                                         |
| عصر برونزي (3300 ق.م - 1200 ق.م)                             | عصر برونزي متأخر (1550 ق.م - 1200 ق.م)                       | عصر برونزي متأخر ثان ب | 1300 ق.م - 1200 ق.م        | بروز الإمبراطورية الآشورية الوسطى، بداية الذروة للفينيقيين                                                                         |
| عصر حديدي (1200 ق.م - 586 ق.م)                               | عصر حديدي أول (1200 ق.م - 1000 ق.م)                          | عصر حديدي أول أ        | 1200 ق.م - 1150 ق.م        | طروادة السابع، انفجار هيكلا الثالث، انهيار العصر البرونزي، شعوب البحر                                                              |
| عصر حديدي (1200 ق.م - 586 ق.م)                               | عصر حديدي أول (1200 ق.م - 1000 ق.م)                          | عصر حديدي أول ب        | 1150 ق.م - 1000 ق.م        | ولايات سور-حيثية، الفترة العيلامية الجديدة، الدول الآرامية                                                                         |
| عصر حديدي (1200 ق.م - 586 ق.م)                               | عصر حديدي ثاني (1000 ق.م - 586 ق.م)                          | عصر حديدي ثاني أ       | 1000 ق.م - 900 ق.م         | العصور المظلمة اليونانية، التاريخ التقليدي لملكية إسرائيل الموحدة،                                                                 |
| عصر حديدي (1200 ق.م - 586 ق.م)                               | عصر حديدي ثاني (1000 ق.م - 586 ق.م)                          | عصر حديدي ثاني ب       | 900 ق.م - 700 ق.م          | مملكة إسرائيل الشمالية، أرارات، فريجيا، إمبراطورية آشورية حديثة، مملكة يهوذا، بداية استيطان قرطاج                                  |
| عصر حديدي (1200 ق.م - 586 ق.م)                               | عصر حديدي ثاني (1000 ق.م - 586 ق.م)                          | عصر حديدي ثاني ج       | 700 ق.م - 586 ق.م          | إمبراطورية بابلية ثانية، الإمبراطورية الميدية، سقوط الإمبراطورية الآشورية الحديثة، فينيقيا، اليونان العتيقة، ظهور الدولة الأخمينية |
| كلاسيكية قديمة (مابعد الشرق الأدنى القديم) (539 ق.م – 634 م) | كلاسيكية قديمة (مابعد الشرق الأدنى القديم) (539 ق.م – 634 م) | الإمبراطورية الأخمينية | 539–330 ق.م                | الإمبراطورية الأخمينية الفارسية، العصر الكلاسيكي اليوناني                                                                          |
| كلاسيكية قديمة (مابعد الشرق الأدنى القديم) (539 ق.م – 634 م) | كلاسيكية قديمة (مابعد الشرق الأدنى القديم) (539 ق.م – 634 م) | الهلنستية والفرثية     | 330–31 ق.م                 | إمبراطورية الإسكندر الكبير، الإمبراطورية السلوقية، مملكة بيرغامون، المملكة البطلمية، الإمبراطورية الفرثية                          |
| كلاسيكية قديمة (مابعد الشرق الأدنى القديم) (539 ق.م – 634 م) | كلاسيكية قديمة (مابعد الشرق الأدنى القديم) (539 ق.م – 634 م) | حروب الروم والفرس      | 31 ق.م – 634 م             | حروب الروم والفرس، الإمبراطورية الرومانية، الإمبراطورية الفرثية، الدولة الساسانية، الإمبراطورية البيزنطية، الفتوحات الإسلامية      |

## ماقبل التاريخ
للحصول على تدوين زمني: انظر التسلسل الزمني للشرق الأدنى القديم.
- العصر الحجري القديم
- العصر الحجري القديم الانتقالي والعصر الحجري المتوسط
  - ثقافة كبارية
  - ثقافة نطوفية
- العصر الحجري الحديث ما قبل الفخاري أ
- العصر الحجري الحديث ما قبل الفخاري بي
- Pre-pottery Neolithic C
- العصر الحجري الفخاري الحديث

### العصر النحاسي

#### عصر فجر السلالات في العراق
كانت فترة أوروك (حوالي 4000 إلى 3100 ق.م) موجودة من فجر العصر النحاسي البدائي إلى العصر البرونزي المبكر في تاريخ بلاد الرافدين، بعد فترة العبيد. سميت باسم مدينة أوروك السومرية، وشهدت تلك الفترة ظهور الحياة الحضرية في بلاد ما بين النهرين. تبعتها الحضارة السومرية. شهدت فترة أوروك المتأخرة (34-32 قرنًا) الظهور التدريجي للكتابة المسمارية والتي تتوافق مع العصر البرونزي المبكر.

## الديانات
تأثرت الحضارات القديمة في الشرق الأدنى معتقداتهم الروحانية، التي لا تميز بين السماء والأرض. وقد آمنوا بوجود قوة إلهية تأثر على كل الأمور الدنيوية، وآمنوا أيضا بالتنبؤ بالمستقبل. أما الفأل فقد تم نقشه في السجلات مصر القديمة وبلاد الرافدين، كما كانت تدون سجلات الأحداث الكبرى.

## التاريخ

### العصر البرونزي

#### عصر برونزي مبكر

##### سومر وأكد
تقع مدينة سومر في جنوب العراق، وهي أقدم حضارة معروفة في العالم. وكان تل العويلي هو أقدم موقع أثري نُقِّبَ فيه عن سومر، ويعود تاريخ المدينة إلى الألفية السابعة ق.م، على الرغم من أن المنطقة ربما كانت مأهولة قبل ذلك. وتشير أقدم الطبقات في تل العويلي إلى بداية فترة العبيد، وأعقبتها فترة أوروك (الألفية الرابعة ق.م) ثم فترة الأسرات المبكرة (الألفية الثالثة ق.م). استمرت الإمبراطورية الأكدية التي أسسها سرجون الكبير من القرن 24 إلى القرن 21 ق.م، واعتبرها الكثيرون أول إمبراطورية في العالم. وبعدها انقسم الأكديون إلى آشور وبابل.

##### عيلام
تقع عيلام الأثرية إلى الشرق من سومر وأكد، في أقصى الغرب والجنوب الغربي من إيران الحالية، وتمتد من الأراضي المنخفضة في خوزستان ومقاطعة إيلام. بدأ العصر العيلامي القديم حوالي 3200 ق.م، وكانت تتألف من ممالك على الهضبة الإيرانية، ومتمركزة في آنشان، وتمحورت من منتصف الألفية الثانية ق.م حول شوشان في الأراضي المنخفضة في خوزستان. ابتلعت الإمبراطورية الآشورية عيلام في القرنين التاسع والسابع ق.م؛ ومع ذلك استمرت حضارة عيلام حتى 539 ق.م عندما اجتاحها الأخمينيون. نشأت حضارة الحقبة العيلامية الأولى حوالي 3200 ق.م إلى 2700 ق.م، وبعدها بدأت سوسة / شوشان العاصمة اللاحقة للعيلاميين بتلقي التأثير ثقافات الهضبة الإيرانية. من الناحية الأثرية هذا يتوافق مع أواخر فترة بانش. تُعرف هذه الحضارة بأنها الأقدم في إيران وكانت معاصرة إلى حد كبير لجارتها الحضارة السومرية. فالكتابة العيلامية البدائية هي نظام كتابة منذ العصر البرونزي المبكر، واستخدم لفترة وجيزة للغة العيلامية القديمة (التي كانت لغة معزولة) قبل إدخال الكتابة المسمارية العيلامية.

##### العموريون
كان العموريون أو الأموريون من قبائل البدو الساميين الذين احتلوا البلاد الواقعة غرب الفرات من النصف الثاني من الألفية الثالثة ق.م. حسب أقدم المصادر السومرية، بداية من حوالي 2400 ق.م، ارتبطت أرض الأموريين («أرض مار تو») بالغرب مثل سوريا وكنعان، على الرغم من أن أصلهم ربما كان آت من شبه الجزيرة العربية. واستقروا في نهاية الأمر في بلاد الرافدين، وحكموا إيسين ولارسا وبعد ذلك بابل.

#### العصر البرونزي الأوسط
- ظهرت آشور قوة عظمى بعد فترة قصيرة من هيمنة ميتاني بعد اعتلاء آشور أوباليط الأول الحكم سنة 1365 ق.م إلى وفاة تغلث فلاسر الأول سنة 1076 ق.م. نافست آشور مصر في تلك الفترة، وسيطرت على معظم الشرق الأدنى.
- ظهرت دولة بابل التي أسستها القبائل العمورية نفسها تحت حكم الكيشيين لمدة 435 سنة. كانت الأمة في حالة ركود خلال الفترة الكيشية، وغالبًا ما تكون بابل تحت السيطرة الآشورية أو العيلامية.
- كنعان: أوغاريت - قادش - مجيدو
- تأسست الإمبراطورية الحثية في وقت ما بعد 2000 ق.م، وظلت قوة عظمى فسيطرت على آسيا الصغرى والشام حتى سنة 1200 ق.م عندما اجتاحها الفريغيون لأول مرة، ثم استولى عليها الآشوريين.

##### أواخر العصر البرونزي
عاش الحوريون في شمال العراق ومناطق إلى الشرق والغرب منها، بداية من حوالي 2500 ق.م. من المحتمل أنهم نشأوا في القوقاز ودخلوا من الشمال، لكن هذا غير مؤكد. كان موطنهم المعروف متمركزًا في سوبارتو وادي نهر الخابور، وبعد ذلك أسسوا لأنفسهم ممالك صغيرة في جميع أنحاء شمال بلاد الرافدين وسوريا. كانت مملكة ميتاني أكبر دولة حورية وأكثرها نفوذاً. لعب الحوريون دورًا جوهريًا في تاريخ الحيثيين.
كانت إيشووا مملكة قديمة في الأناضول. وُثِّقَ الاسم لأول مرة في الألفية الثانية ق.م. في العصر الكلاسيكي كانت الأرض جزءًا من أرمينيا. كانت إيشوا واحدة من الأماكن التي تطورت فيها الزراعة في وقت مبكر جدًا من العصر الحجري الحديث. ظهرت المراكز الحضرية في أعالي وادي نهر الفرات حوالي 3500 ق.م. ثم ظهرت الدول الأولى في الألفية الثالثة ق.م. لم يُعرف اسم إيشووا حتى فترة القراءة والكتابة في الألفية الثانية ق.م. تم اكتشاف عدد قليل من المصادر المتعلمة من داخل إيشووا، وأتت أدوات المصدر الأساسي من النصوص الحثية. تقع مملكة الحثيين إلى الغرب من إيشوا، وكانت تلك الأمة جارة غير جديرة بالثقة. ورد أن الملك الحثي خاتوشيلي الأول (حوالي 1600 ق.م) سار بجيشه عبر نهر الفرات ودمر المدن هناك. يتوافق هذا جيدًا مع طبقات التدمير المحترقة التي اكتشفها علماء الآثار في مواقع المدن في إيشوا من نفس التاريخ تقريبًا. وبعد انتهاء الإمبراطورية الحثية في أوائل القرن الثاني عشر ق.م ظهرت دولة جديدة في إيشوا. أصبحت مدينة ملاطية مركزًا لما يسمى مملكة الحثيين الجدد. ربما أضعفت غزوات القبائل الرحل مملكة ملاطية قبل الغزو الآشوري الأخير. ومن المحتمل أن يكون سبب تراجع المستوطنات والثقافة في إيشوا من القرن السابع ق.م حتى العصر الروماني هو تحرشات قبائل الرحل تلك. استقر الأرمن في وقت لاحق في المنطقة لأنهم كانوا من مواطني الهضبة الأرمنية ومرتبطين بالسكان الأوائل لإيشوا.
كانت كيزواتنا مملكة تعود إلى الألفية الثانية ق.م، وتقع في مرتفعات جنوب شرق الأناضول، بالقرب من خليج إسكندرون في تركيا الحالية، وتحيط بجبال طوروس ونهر جيحان. وعاصمة المملكة هي مدينة كوماني الواقعة في المرتفعات. وفي حقبة لاحقة كانت المنطقة نفسها تُعرف باسم قيليقية.
واللغة اللوية هي لغة منقرضة لفرع الأناضول من عائلة اللغات الهندو أوروبية. انتشر المتحدثون اللوفيون تدريجياً عبر الأناضول وأصبحوا بعد سنة 1180 ق.م عاملاً مساهماً في سقوط الإمبراطورية الحثية، حيث كان يُتَحَدَّثُ بها على نطاق واسع. كانت اللغة اللوية أيضًا مستخدمة في الدول الحيثية الجديدة في سوريا، مثل ميليد وكركميش، وكذلك في مملكة الأناضول الوسطى في تابال التي ازدهرت حوالي 900 ق.م. واستخدمت اللغة اللوية شكلين من أنظمة الكتابة المستخدمة لتمثيلها في ذلك الوقت: المسمارية اللوية والهيروغليفية اللوية.
كانت ماري مدينة سومرية عمورية قديمة، تقع على بعد 11 كيلومترًا شمال غرب مدينة البوكمال الحديثة على الضفة الغربية لنهر الفرات، على بعد حوالي 120 كيلومترًا جنوب شرق دير الزور في سوريا. ويُعتقد أنها كانت مأهولة بالسكان منذ الألفية 5 ق.م، على الرغم من أنها ازدهرت من 2900 ق.م حتى 1759 ق.م عندما اجتاحها حمورابي.
كانت ميتاني مملكة حورية في شمال العراق منذ حوالي 1600 ق.م. وذروة قوتها كانت خلال القرن 14 ق.م، وتشمل ما هو اليوم جنوب شرق تركيا وشمال سوريا وشمال العراق (تقريبًا كردستان)، وتتركز في العاصمة واشوكاني التي لم يحدد علماء الآثار موقعها الدقيق بعد. وأظهرت لغة ميتاني التأثير الهندوآري، خاصة في أسماء الآلهة. وقد ارتبط انتشار نوع فخار مميز إلى سوريا له علاقة بثقافة كورا-أراكسيس بتلك الحركة، على الرغم من أن تاريخها مبكر إلى حد ما. كانت يمحاض مملكة عمورية قديمة. كما استقر عدد كبير من السكان الحوريين في المملكة، وأثرت الثقافة الحورية على المنطقة. كانت المملكة قوية خلال العصر البرونزي الوسيط حوالي 1800 - 1600 ق.م. وكان أكبر منافس لها هي قطنا بالجنوب. دُمِّرَت يمحاض على يد الحثيين في القرن 16 ق.م.
كان الآراميون عبارة عن مجموعة سامية (مجموعة لغوية سامية الغربية) وشبه رحل ورعاة عاشوا في أعالي بلاد الرافدين وسوريا. لم يكن للآراميين قط إمبراطورية موحدة؛ تم تقسيمهم إلى ممالك مستقلة في جميع أنحاء الشرق الأدنى. ومع ذلك فقد حظيوا بميزة فرض لغتهم وثقافتهم على الشرق الأدنى بأسره وما وراءه، والذي عززه جزئيًا عمليات الترحيل الجماعي التي فرضتها الإمبراطوريات المتعاقبة، مثل الآشوريون والبابليون. حتى أن العلماء استخدموا مصطلح «الأرامية» للغات وثقافات الشعوب الآشورية البابلية التي أصبحت ناطقة بتلك اللغة.
شعوب البحر هو المصطلح استخدم لاتحاد المغيرين البحريين من الألفية الثانية ق.م والذين أبحروا إلى الشواطئ الشرقية من البحر الأبيض المتوسط، وتسببوا في اضطرابات سياسية، وحاولوا الدخول أو السيطرة على الأراضي المصرية في أواخر الأسرة التاسعة عشر، وبالذات في السنة الثامنة من حكم رمسيس الثالث من الأسرة العشرين. يشير الفرعون المصري مرنبتاح إليهم صراحةً بمصطلح "الدول الأجنبية (أو شعوب من البحر) في نقش الكرنك العظيم. على الرغم من أن بعض العلماء يعتقدون أنهم غزوا قبرص والحيثيون والشام، إلا أن هذه الفرضية موضع خلاف.

##### انهيار العصر البرونزي
انهيار العصر البرونزي هو اسم أطلقه المؤرخون الذين يرون أن الانتقال من العصر البرونزي المتأخر إلى العصر الحديدي المبكر كان عنيفًا ومفاجئًا ومضطربًا ثقافيًا، وعبر عنه انهيار اقتصادات القصر في بحر إيجة والأناضول، والتي اُسْتُبْدِلَت بعد فجوةزمنية بثقافات القرى المعزولة في فترة العصر المظلم في تاريخ الشرق الأوسط القديم. ذهب البعض إلى حد وصف العامل المحفز الذي أنهى العصر البرونزي بأنه كارثي. يمكن رؤية انهيار العصر البرونزي في سياق التاريخ التكنولوجي الذي شهد انتشارًا بطيئًا ومستمرًا نسبيًا لتكنولوجيا صناعة الحديد في المنطقة، بدءًا من باكورة أشغال الحديد في ما يعرف الآن برومانيا في القرنين الثالث عشر والثاني عشر. حدث الانهيار الثقافي للممالك الموكيانية والإمبراطورية الحثية في الأناضول وسوريا، والإمبراطورية المصرية في سوريا وفلسطين، وانفصال الاتصالات التجارية بعيدة المدى والكسوف المفاجئ للثقافة بين 1206 و1150 ق.م. وفي المرحلة الأولى من تلك الفترة دُمِّرَت كل مدينة تقريبًا بين طروادة وغزة بشكل عنيف، وغالبًا ما تُركت مهجورة (مثل خاتوشا وموكناي وأوغاريت). شهدت النهاية التدريجية للعصر المظلم الذي تلا ذلك ظهور مملكتي الحثيين والآراميين المستقرين في منتصف القرن العاشر ق.م، وظهور الإمبراطورية الآشورية الحديثة.

### العصر الحديدي
خطأ لوا في وحدة:Navbar على السطر 58: عنوان غير صحيح العصر الحديدي.
خلال العصر الحديدي المبكر من 911 ق.م، نشأت الإمبراطورية الآشورية الحديثة، وتنافست مع بابل وقوى أخرى أقل للسيطرة على المنطقة، ولكن لم يتحقق ذلك حتى إصلاحات تغلث فلاسر الثالث في القرن الثامن ق.م، فأصبحت إمبراطورية قوية وواسعة. في الفترة الآشورية الوسطى من العصر البرونزي المتأخر، كانت آشور مملكة تقع في شمال العراق حاليًا، ونافست على الهيمنة مع غريمتها بابل في جنوب العراق. من عام 1365 إلى 1076 ق.م كانت قوة إمبريالية كبرى تنافس مصر والحثيون. ومع حملة أداد نيراري الثاني أصبحت الإمبراطورية شاسعة، فأطاحت بمصر الأسرة الخامسة والعشرين وقهرت الشرق الأوسط ومساحات شاسعة من آسيا الصغرى وإيران القديمة والقوقاز وشرق البحر الأبيض المتوسط. وقد خلفت الإمبراطورية الآشورية الحديثة الإمبراطورية الوسطى (القرن 14 إلى القرن 10 ق.م). واعتبر بعض العلماء مثل ريتشارد فراي أن الإمبراطورية الآشورية الحديثة هي أول إمبراطورية حقيقية في تاريخ البشرية. خلال تلك الفترة، أصبحت الآرامية لغة رسمية للإمبراطورية إلى جانب اللغة الأكدية.
كانت دول الممالك الحثية الجديدة كيانات سياسية في شمال سوريا وجنوب الأناضول ناطقة باللوية والآرامية والفينيقية في العصر الحديدي. ونشأت بعد انهيار الإمبراطورية الحثية حوالي 1180 ق.م واستمرت حتى حوالي 700 ق.م. أحيانًا ما أعطي مصطلح «الحثيين الجدد» للإمارات الناطقة باللوية فقط مثل مليد (ملاطية) وكركميش (جرابلس)، على الرغم من أن المصطلح الثقافي الأوسع نطاقًا «سوري حثي» ينطبق الآن على جميع الكيانات التي نشأت في جنوب وسط الأناضول في أعقاب الانهيار الحثي - مثل تابال وقوء - وكذلك في شمال وساحل سوريا.
أورارتو هي مملكة قديمة لأرمينيا وشمال بلاد الرافدين وكانت موجودة منذ حوالي 860 ق.م، ظهرت مع أواخر العصر البرونزي حتى 585 ق.م. وتقع تلك المملكة في الهضبة الجبلية بين آسيا الصغرى والهضبة الإيرانية والعراق وجبال القوقاز، التي عُرفت فيما بعد باسم المرتفعات الأرمنية، وتمركزت على بحيرة وان (شرق تركيا حاليًا).
ظهرت مملكتان إسرائيليتان مرتبطتان ببعضهما وهما إسرائيل ويهوذا في جنوب الشام خلال العصر الحديدي. كانت مملكة إسرائيل الشمالية وعاصمتها السامرة هي أكثر ازدهارًا من الأخرى، وسرعان ما تطورت إلى قوة إقليمية. خلال أيام سلالة عمري سيطرت على السامرة والجليل وأعالي وادي الأردن وشارون وأجزاء كبيرة من شرق الأردن. تم تدميرها حوالي 720 ق.م، عندما غزاها الآشوريون. صمدت مملكة يهوذا الجنوبية وعاصمتها القدس لفترة أطول. وفي القرن السابع ق.م، زاد عدد سكان المملكة بشكل كبير، وازدهرت في ظل التبعية الآشورية. وبعد سقوط الإمبراطورية الآشورية الجديدة في 605 ق.م، أدت المنافسة بين الأسرة السادسة والعشرين في مصر والإمبراطورية البابلية الحديثة للسيطرة على بلاد الشام إلى التدهور السريع للمملكة. وفي بداية القرن السادس ق.م، تضررت يهوذا بسبب سلسلة من الغزوات البابلية، وفي 587 ق.م، حاصر الملك البابلي الثاني نبوخذ نصر الثاني القدس ودمرها، وقام بعدها بنفي اليهود إلى بابل.
يشير مصطلح الإمبراطورية البابلية الجديدة إلى دولة بابل تحت حكم الأسرة الحادية عشرة (الكلدانية)، أي منذ ثورة نبوبولاسر سنة 623 ق.م وحتى غزو قورش الكبير سنة 539 ق.م، ولا سيما في عهد نبوخذ نصر الثاني (على الرغم من أن آخر حكام بابل (نبو نيد) كان من مدينة حران الأشورية ولم يكن كلدانيا). خلال قرون من الهيمنة الآشورية تمتعت بابل بمكانة بارزة، وكانت تتمرد عند أدنى إشارة إلى انخفاض تلك المكانة. ومع ذلك فقد تمكن الآشوريون دائمًا من استعادة الولاء البابلي، سواء من خلال منح امتيازات مدنية أو عسكرية. ولكن ذلك قد تغير ذلك في 627 ق.م مع وفاة آشور بانيبال آخر حكام آشور الأقوياء، وتمردت بابل تحت حكم نبوبولاسر الكلداني بعد سنوات قليلة. بالتحالف مع الميديين والسكيثيين، وجرى نهب نينوى سنة 612 وحران في 608 ق.م، وتم نقل مقر الإمبراطورية مرة أخرى إلى بابل. وبعدها سيطر الميديون على جزء كبير من الشرق الأدنى القديم من قاعدتهم في إكباتان (همدان في إيران الحديثة)، ومعظم ما يعرف الآن بتركيا وإيران والعراق وجنوب القوقاز.
بعد سقوط الميديين، كانت الإمبراطورية الأخمينية أولى إمبراطوريات فارس التي حكمت معظم الشرق الأدنى وما وراءه، وثاني إمبراطورية إيرانية عظيمة (بعد الإمبراطورية الميدية). وغطت في أوج قوتها حوالي 7.5 مليون كم، لذا فهي أكبر إمبراطورية في العصور الكلاسيكية القديمة، وأول إمبراطورية عالمية، فامتدت في ثلاث قارات (أوروبا وآسيا وأفريقيا)، وباستثناء مركزها في بلاد فارس، فقد ضمت العراق والقوقاز (أرمينيا وجورجيا وأذربيجان وداغستان وأبخازيا) وآسيا الصغرى (تركيا) وتراقيا (أجزاء من بلغاريا الشرقية) ومقدونيا (تقابل تقريبًا مقدونيا الحالية في شمال اليونان) والعديد من المناطق الساحلية للبحر الأسود وشمال المملكة العربية السعودية والأردن وإسرائيل ولبنان وسوريا وأفغانستان وآسيا الوسطى وأجزاء من باكستان وجميع المراكز السكانية الهامة في مصر القديمة وغربًا حتى ليبيا. واشتهرت في التاريخ الغربي بأنها عدو دول المدن اليونانية في الحروب اليونانية الفارسية، وحررت اليهود من السبي البابلي، واعتمدت الآرامية لغة رسمية للإمبراطورية.

## وصلات خارجية
- The History of the Ancient Near East – A database of the prehistoric Near East as well as its ancient history up to approximately the destruction of Jerusalem by the Romans...
- Vicino Oriente - Vicino Oriente is the journal of the Section Near East of the Department of Historical, Archaeological and Anthropological Sciences of Antiquity of Rome 'La Sapienza' University. The Journal, which is published yearly, deals with Near Eastern History, Archaeology, Epigraphy, extending its view also on the whole Mediterranean with the study of Phoenician and Punic documents. It is accompanied by 'Quaderni di Vicino Oriente', a monograph series.
- Ancient Near East.net – an information and content portal for the archaeology, ancient history, and culture of the ancient Near East and Egypt
- Freer Gallery of Art, Smithsonian Institution The Freer Gallery houses a famous collection of ancient Near Eastern artefacts and records, notebooks and photographs of excavations in سامراء (Iraq), تخت جمشيد and باسارغاد (Iran)
- The Freer Gallery of Art and Arthur M. Sackler Gallery Archives The archives for The Freer Gallery of Art and Arthur M. Sackler Gallery houses the papers of إرنست هرتسفلد regarding his many حفريات، along with records of other archeological excavations in the ancient Near East.
- Archaeowiki.org—a wiki for the research and documentation of the ancient Near East and Egypt
- ETANA – website hosted by a consortium of universities in the interests of providing digitized resources and relevant web links
- Ancient Near East Photographs This collection, created by Professor Scott Noegel, documents artifacts and archaeological sites of the ancient Near East; from the University of Washington Libraries Digital Image Collection
- Near East Images A directory of archaeological images of the ancient Near East
- Bioarchaeology of the Near East An Open Access journal